# Tankōbon

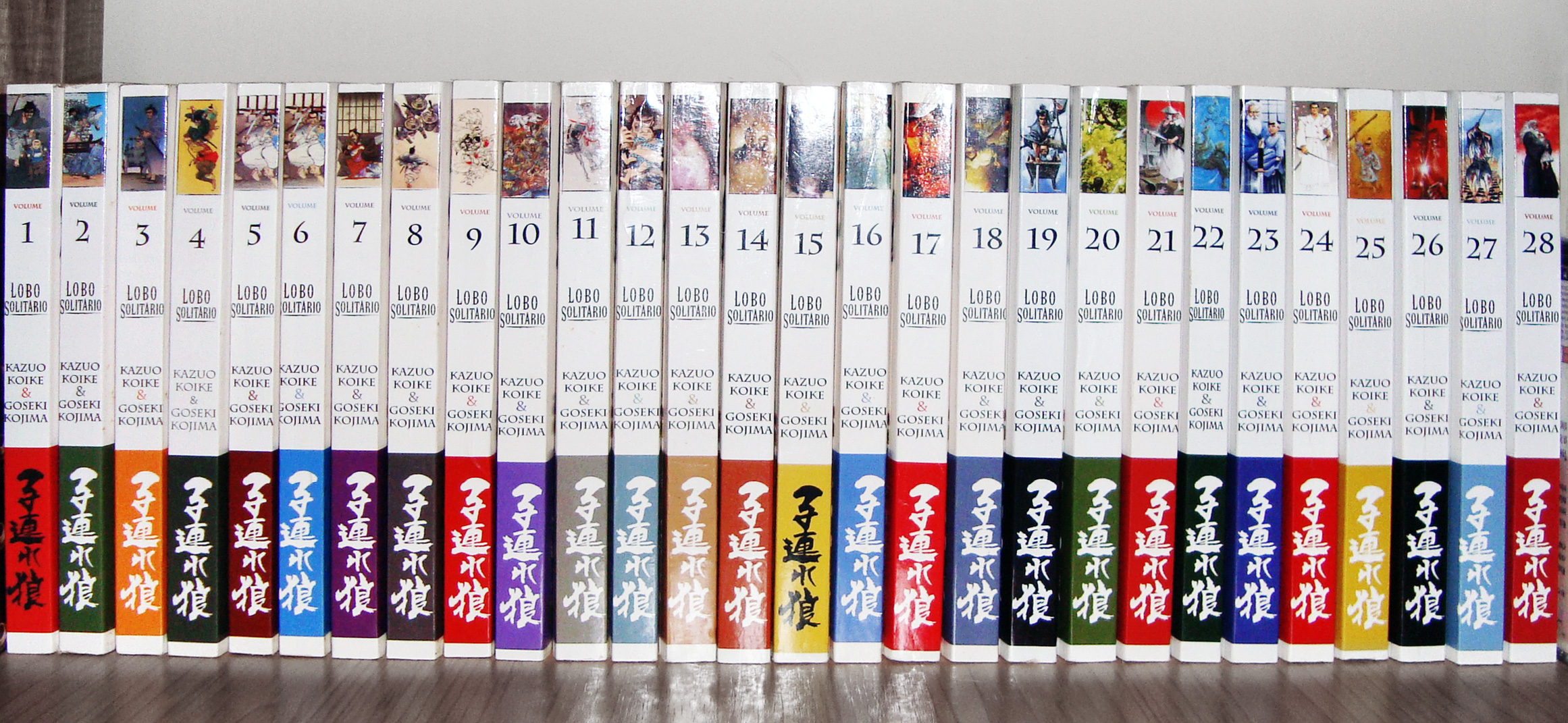
Collection Manga de la série Lone Wolf and Cub.

 (août 2024).
Si vous disposez d'ouvrages ou d'articles de référence ou si vous connaissez des sites web de qualité traitant du thème abordé ici, merci de compléter l'article en donnant les références utiles à sa vérifiabilité et en les liant à la section « Notes et références ».
Tankōbon (単行本) est le terme japonais désignant un recueil de chapitres de manga.

## Histoire

### Création
À l'origine, le terme désigne une œuvre qui ne fait pas partie d’une série ou d’un corpus plus large.
En 1955, les éditeurs décident de republier les mangas diffusés par intermittences dans les magazines en un format poche à couverture souple. Ils compilent plusieurs chapitres d'une même série et les publient sur du papier de haute qualité. Ce sont ces versions qui sont utilisées pour les traductions européennes et américaines. Cette méthode gagnera en popularité et sera reprise pour la majorité des séries. En cela, il s'oppose aux magazines (souvent de la taille d'un annuaire téléphonique), imprimés sur du papier de qualité inférieure (Weekly Shonen Jump, etc.) et qui contiennent de multiples séries.

### Terme actuel
Ce terme s’emploie souvent pour faire référence aux volumes reliés qui forment une unique série, en opposition aux magazines de prépublication de mangas, qui publient plusieurs séries différentes.

## Différents types

### Aizōban
Un aizōban (愛蔵版) est un volume en édition collector.

### Kanzenban
Les Kanzenban (完全版) kanzenban sont généralement publiés sous format A5 (148 × 210 mm) et contiennent les couvertures des chapitres, les pages en couleur et les histoires annexes originellement prépubliées avec les chapitres.

### Shinsōban
Semblable à une large édition, un shinsōban (新 装 版, "nouvelle édition de décoration") est une nouvelle édition publiée avec généralement dotés de pages en couleurs et d’autres caractéristiques inédites.

### Bunkoban
Un bunkoban (文庫版) est une édition généralement imprimés en format A6 (105 × 148 mm).

### Wideban
Un wideban (ワイド版, waidoban) est une édition dont le format (A5) est plus grand que celui d’un tankōbon classique.